# Nicolae Berechet
Nicolae Berechet (* 16. April 1915 in Dioști; † 14. August 1936 in Berlin, Deutsches Reich) war ein rumänischer Boxer.

## Werdegang
Obwohl Nicolae Berechet 1935 den Finalkampf bei den rumänischen Meisterschaften verloren hatte, wurde er für die Olympischen Sommerspiele 1936 in Berlin nominiert. Obwohl es ihm bereits vor seinem Erstrundenkampf im Federgewichtsturnier schwindelig war, trat er diesen an. Er verlor jedoch gegen Evald Seeberg aus Estland.
Drei Tage nach seinem Kampf starb Berechet. Als offizielle Todesursache wurde eine Sepsis angegeben. Einige Quellen jedoch behaupten, dass eine Blutvergiftung vorgelegen habe, dies jedoch von den deutschen Behörden verschwiegen wurde. Des Weiteren lehnten sie eine Rückführung seines Leichnams ab und beerdigten ihn in Berlin.